# 薛丁山征西 (香港電視劇)
《薛丁山征西》（英語：General Father General Son），香港電視廣播有限公司古裝電視劇，此劇於1985年攝製後，在1986年2月17日首播，為薛家三部曲之二部曲，由黃日華、陳敏兒領銜主演，蕭顯輝監製。

## 剧情简介
貞觀年間，薛仁貴（夏雨）因征東有功，而被封為平遼王，但因與皇叔李道宗結怨，被道宗陷害下獄。幸於危急之際，西涼哈密國侵犯边境，徐茂公立刻推薦仁貴掛帥征戰，以逃過此劫。仁貴征西，但誤中圈套，被困鎖陽城，為蘇寶同的飛刀所傷。薛丁山(黄日华飾)得悉父親薛仁貴西征哈密國被圍后，與妹薛金蓮（杨盼盼饰）帶兵相救，途中遇上竇仙童(龚慈恩飾)两兄妹擋阻路途，仙童對丁山一見傾心，丁山救父心切，无奈只好許下婚約。哈密國守將樊梨花(陈敏儿飾)與丁山有宿世姻綠，亦鍾情於丁山，决定在陣上招親。哈迷國大將軍楊藩(黎漢持飾)，早對梨花有意，决定千方百計從中破壞。幸好丁山、梨花歷盡多番風波后，終结成眷侣。楊藩惱羞成怒，練成魔域神功后，更打敗丁山，梨花被逼出戰，不料自己却在陣上產子。征西之事顿时波折重重。

## 演员表
- 黄日华 饰 薛丁山
- 陈敏儿 饰 樊梨花，薛丁山之妾
- 龚慈恩 饰 窦仙童，薛丁山之妻
- 黎汉持 饰 杨藩，哈密西凉国大将，羊擎星下凡
- 杨盼盼 饰 薛金莲，薛仁贵之女，丁山之妹
- 夏雨 饰 薛仁贵，薛丁山之父
- 高妙思 饰 柳金花，薛仁贵之妻
- 刘兆铭 饰 李世民，唐太宗
- 吴镇宇 饰 李治,唐高宗
- 秦煌 饰 程咬金,唐开国元勋
- 谭一清 饰 尉迟恭,唐开国元勋
- 李國麟 饰 窦一虎,窦仙童之兄，与金莲相恋
- 陈荣峻 饰 薛应龙,樊梨花义子
- 李海生 饰 苏宝同,哈密西凉国元帅
- 徐广林 饰 阎王
- 李香琴 饰 梨山老母,樊梨花师傅
- 郑家生 饰 赫连道
- 朱铁和 饰 樊洪,樊梨花之父
- 潘宏彬 饰 秦汉,窦一虎师兄
- 何广伦 饰 樊豹,樊梨花之兄
- 白文彪  饰 天魔
- 张雷  饰 周青,唐将
- 南红 饰 樊母,樊梨花之母
- 刘国诚 饰 董逵,唐将
- 陈狄克 饰 赵应鹏,哈密国大将
- 吴业光 饰 李道宗,成亲王
- 叶天行 饰 秦怀玉,秦琼之子，大唐驸马
- 杨炎棠 饰 张仁,张士贵养子
- 冯志丰 饰 幼年丁山
- 陈中坚 饰 徐茂公
- 郑君绵  饰 黄梅老祖
- 罗国维 饰 哈密国国王
- 苏杏璇 饰 妙法庵主持

## 電視節目的變遷
| 香港無綫電視翡翠台 星期一至五 20:30-21:30 時段 | 香港無綫電視翡翠台 星期一至五 20:30-21:30 時段 | 香港無綫電視翡翠台 星期一至五 20:30-21:30 時段 |
| ---------------------------------------------- | ---------------------------------------------- | ---------------------------------------------- |
|                                                | 薛丁山征西 (1986.02.17- 1986.03.14)            |                                                |
| 好女当差 (1986.01.20 - 1986.02.14)             | 大香港 (1986.03.17 - 1986.04.11)               |                                                |